# Amirteu
Amirteu ou Amyrtaeus (?? - Mênfis, Outubro de 399 a.C. ) foi um faraó da XXVIII dinastia egípcia. Fundador e único representante da dinastia, é lembrado principalmente como o arquiteto da restauração da independência do Egito após a primeira ocupação persa.

## Ligação externa
- «Amirteu em Digital Egypt» (em inglês)
- «Amirteu em livius.org» (em inglês)